# روژدستونکا (آستراخان)
روژدستونکا (به لاتین: Rozhdestvenka) یک منطقهٔ مسکونی در روسیه است که در استان آستراخان واقع شده‌است.